# Tom Richards
Pour les articles homonymes, voir Richards.

a Compétitions nationales et continentales officielles uniquement.

b Matchs officiels uniquement.
Thomas James Richards dit Tom Richards, né le 29 avril 1882 à Vegetable Creek (Australie) et mort le 25 septembre 1935 à Brisbane, est un joueur de rugby à XV qui a joué avec l'Australie et les Lions britanniques.

## Biographie
Tom Richards représente le Queensland avant que ses parents et lui déménagent en Afrique du Sud en 1905. Il joue deux Currie Cup avec l'équipe du Transvaal, puis joue en Angleterre avant de retourner en Australie pour honorer sa première sélection avec les Wallabies. Il joue son premier test match le 12 décembre 1908, avec l'équipe d'Australie, à l'occasion d'un match contre le pays de Galles. Il dispute son dernier test match aussi avec l'Australie, contre les États-Unis, le 16 novembre 1912. Il remporte la médaille d'or de la compétition de rugby aux Jeux olympiques d'été de 1908. De passage en Afrique du Sud en 1910, il joue avec les Lions britanniques, ce qui est alors possible car il a déjà joué en Angleterre. Après avoir fait une tournée aux États-Unis et au Canada avec les Wallabies, il joue au Stade toulousain en avril 1913. 
Tom Richards participe à la Première Guerre mondiale et notamment à la bataille de Gallipoli. Un trophée qui porte son nom est disputé entre les Wallabies et les Lions britanniques.

## Statistiques en équipe nationale
- Nombre de test matchs avec l'Australie :  3
- Nombre de test matchs avec la Grande-Bretagne : 2